# Delahaye Type 6
Der Delahaye Type 6 ist ein frühes Pkw-Modell. Hersteller war Automobiles Delahaye in Frankreich.

## Beschreibung
Die Fahrzeuge wurden zwischen 1901 und 1903 hergestellt. Es gab keinen Vorgänger vergleichbarer Größe und Leistung. Nachfolger wurde der Delahaye Type 15.
Der Zweizylinder-Ottomotor war in Frankreich mit 10–12 CV eingestuft. Er hat 100 mm Bohrung, 140 mm Hub, 2199 cm³ Hubraum und leistet 13–14 PS. Er ist vorn im Fahrgestell eingebaut und treibt die Hinterachse an.
Der Radstand beträgt 232 cm wie beim ähnlichen Delahaye Type 7. Die Karosserien wurden nach Kundenwünschen angefertigt, unter anderem für Nutzzwecke. Das Militär testete ein oder zwei Fahrzeuge.
Insgesamt entstanden 25 Fahrzeuge.